# سبج (حجر كريم)
السَّبَج (بالإنجليزية: Obsidian، تنطق أوبسيديان)‏ حجر من الأحجار الكريمة. وهو حجر بركاني يأتي من حجارة الحمم السوداء غني بحمض السيليسيك، عديم الشكل أي غير متبلور، ويفتقد لأي بنية ذرية داخلية منتظمة أو شكل خارجي منتظم. يوجد بالطبيعة على حجر خام سطحه غير متساو أو على هيئة شقوق ذات شكل محاري ويحتوي على السيليكون. يحتوي أحياناً على شوائب تمنحه لمعاناً معدنياً وألوان قوس قزح. كما تظهر في داخله أحياناً أخرى بقع صغيرة تشبه ندف الثلج لذا سمي هذا الشكل من الحجر بـ ((الأوبسيديان الثلجي المظهر)).
من أسمائه : السبج - (بالفارسية: شبه) - الزجاج البركاني - الحجر البركاني الأسود - الحجر الزجاجي الأسود - حجر الأباش.

## أماكن وجوده

### موطنه الأصلي
شبه القارة الهندية - بلاد الشام (حول البحر الميت) - شبه الجزيرة العربية يتواجد بكثرة وفي أكثر الحرات البركانية

### أماكن وجوده حاليًا
روسيا - المجر - هاواي - اليابان - الولايات المتحدة الأمريكية (نيو مكسيكو وأريزونا) - المكسيك - غواتيمالا - الإكوادور - جزر ليباري - إيطاليا - آيسلندا - اليونان- تل موزان في محافظة الحسكة في سوريا - الجزائر -أرمينيا.

## استخداماته
استخدم العرب القدماء مسحوق حجر السبج بعد حرقه وغسله وذلك للاكتحال بهذا المسحوق لإزالة الغشاوة عن العين ولزيادة درجة حدة البصر. ويستعمل الآن هذا الحجر في صناعة المرايا والأواني والخرز والخواتم والحلي والمجوهرات والأقنعة والأسلحة كما تصنع منه السكاكين والخناجر ورؤوس الرماح والشفرات الحادة من الأجزاء القاطعة لهذا الحجر. وتعد الولايات المتحدة الأمريكية والمكسيك وغواتيمالا والإكوادور وروسيا أهم مصادر المجوهرات المصنوعة من حجر السبج.
والسبج، وهو زجاجٌ بركاني ينشأ بشكل طبيعي، مادةٌ ملساء وقاسية تصبح عندما تنكسر أشد حدةً من مبضع الجراحة ما يجعلها مادةً خاماً مطلوبةً جداً لصناعة الأدوات الحجرية طيلة معظم التاريخ الإنساني. في الواقع، ظلت الأدوات المصنوعة من السبج مُستخدمة عبر الشرق الأوسط القديم لألف سنةٍ بعد إدخال المعادن وما تزال شفرات السبج مُستخدمةً حتى اليوم كمباضعٍ جراحية في إجراءات طبية متخصصة.

## وصلات خارجية
- اكتشاف السبج السوري يفتح فصلاً جديداً في الدراسات الشرق أوسطية